# Alberto Mari
Alberto Mari (Macerata, 26 febbraio 1941) è un allenatore di calcio ed ex calciatore italiano, di ruolo centrocampista.

## Carriera

### Calciatore
Cresciuto nella Maceratese, passò giovanissimo alla Sambenedettese e fu poi acquistato dalla Lazio nel 1963. Giocò sia da ala destra che da ala sinistra, venendo utilizzato anche come interno; con i biancocelesti disputò una stagione da titolare, ma non trovando poi abbastanza spazio nel corso degli anni, lasciò la Capitale nel 1968 per tornare alla Sambenedettese, in Serie C, per poi concludere la carriera da giocatore tra le fila della VJS Velletri nel 1973.

### Allenatore
Ha allenato per 25 anni molte squadre nei campionati minori, a partire dalla VJS Velletri, sua ultima compagine da calciatore, con la quale ottenne una promozione in Serie D e il titolo di Seminatore d'Oro di categoria nel 1979; ha ottenuto successivamente due promozioni in Serie C1 (con il Foligno nel 1983 e con il Frosinone nel 1987) e una in C2 (con il Frosinone nel 1981).

## Palmarès

### Allenatore

#### Competizioni nazionali
- Serie C2: 1

Frosinone: 1986-1987